# Rho ГТФазы
Rho ГТФазы — семейство клеточных сигнальных белков, «малых» (около 21 кДа) G-белков. относящихся к суперсемейству Ras. Белки этого семейства регулируют многие аспекты внутриклеточной динамики актина. Они обнаружены практически во всех клетках эукариот, включая дрожжи и некоторые растения. Наиболее изучены 3 белка этого семейства: Cdc42, Rac1 и RhoA. Rho ГТФазы являются молекулярными переключателями и играют важную роль в клеточной пролиферации, апоптозе, экспрессии генов и во множестве других общих клеточных функциях..

## Сравнение основных Rho ГТФаз
Семейство принадлежит к суперсемейству Ras-подобных белков, насчитывающему у млекопитающих свыше 150 членов. К Rho ГТФазам относят 20 белков млекопитающих..В основном исследования фокусируются вокруг трёх основных членов семейства: Cdc42, Rac1 и RhoA.
| белок семейства Rho | Действие на актиновые микрофиламенты   |  |
| ------------------- | -------------------------------------- |  |
| Cdc42               | действует на филоподии                 |  |
| Rac1                | действует на ламеллоподии              |  |
| RhoA                | действует на стрессовые микрофиламенты |  |